# Lorraine-Dietrich Type EO
Der Lorraine-Dietrich Type EO ist eine Baureihe von Pkw-Modellen der 1900er Jahre. Dazu gehören Type CEO und Type TEO. Hersteller war Lorraine-Dietrich in Frankreich.

## Beschreibung
Die Baureihe stand nur 1907 im Sortiment. Vorgänger war der Type DO und Nachfolger der Type FO.
Der Motor entstand nach einer Lizenz von Turcat-Méry. Er ist ein Vierzylinder-Reihenmotor. Er ist als L-Kopf-Motor mit SV-Ventilsteuerung ausgeführt. Jeweils zwei Zylinder sind paarweise zusammengegossen. 130 mm Bohrung und 160 mm Hub ergeben 8495 cm³ Hubraum. Der Motor war damals in Frankreich steuerlich mit 40 CV eingestuft.
Der Motor ist vorn längs im Fahrgestell eingebaut. Er treibt über ein Vierganggetriebe und Ketten die Hinterräder an. Die Bremse wirkt zeittypisch nur auf die Hinterachse.
Type CEO hat 319 cm Radstand und Type TEO 344 cm Radstand.

## Renneinsätze
Der Type EO Targa ist ein Rennwagen auf dieser Basis. Sein Radstand ist nicht überliefert. Zumindest 1907 bestand bei dem Rennen, an dem diese Rennwagen teilnahmen, eine Beschränkung des Leergewichts von 1000 kg. Die offene Karosserie bietet Platz für zwei Personen.
Arthur Duray und Fernand Gabriel nahmen damit am 22. April 1907 an der Targa Florio 1907 teil. Sie erreichten die Plätze vier und sechs.
Parran startete am 7. September 1908 bei der Targa Bologna.